# البطاح (ردفان)

تعديل مصدري - تعديل

البطاح هي إحدى قرى عزلة الحبيلين بمديرية ردفان التابعة لمحافظة لحج، بلغ تعداد سكانها 2 نسمة حسب تعداد اليمن لعام 2004.